# Alfred Dan Moussa
Pour les articles homonymes, voir Moussa.
Alfred Dan Moussa est un journaliste ivoirien, ex Président international de l'UPF (Union de la Presse Francophone) et ancien Directeur général de l'Institut des Sciences et Techniques de la Communication (ISTC).

## Biographie
Né le 1er janvier 1955, en Côte d'Ivoire, Alfred Dan Moussa est originaire de Glolé, S/P de Podiagouiné dans l'ouest du pays. Il est fils du Feu patriarche Tro Dan Augustin, chef du canton de Blouno.
En 1986, Alfred Dan Moussa obtient un doctorat de 3e cycle en lettres spécialité sciences de l'information et de la communication de  l'université Paris-Sorbonne (Paris 4)  avec pour thèse  "De la liberté d'informer dans les pays en développement, l'exemple de la Côte d'Ivoire". Dans la même année, il intègre le  service politique du quotidien gouvernemental Fraternité Matin.
Il occupe de grandes responsabilités dans le secteur des médias notamment Président de l'OLPED (Observatoire des libertés de la presse, de l'éthique et de la déontologie) et . Après avoir fait valoir ses droits à la retraite, Dan moussa est rappelé en 2012 par les autorités ivoiriennes pour diriger l'Institut des Sciences et Techniques de la Communication (ISTC).

## Parcours
En 1995, alors âgé de 40 ans, Alfred Dan moussa, prend la tête du nouvel Observatoire des Libertés de la Presse, de l`Ethique et de la Déontologie (OLPED).
Président de l'Union de la Presse Francophone de 2007 en 2012, il devient en 2012 le Directeur général de l'Institut des Sciences et Techniques de la Communication (ISTC). A la tête de l'ISTC, Alfred Dan Moussa fut distingué meilleur manager d’organisme public de communication au titre de l’année 2013-2014. Il reçoit son prix des mains du Président de la République Alassane Ouattara. En 2015, L’ISTC devient sous son impulsion un Institut Polytechnique de renommée panafricaine.
Pour reconnaitre son mérite dans le milieu de la presse ivoirienne, un prix a été institué en son nom  par le REPPRELCI depuis 2008. Le prix Alfred Dan Moussa récompense, chaque année, le meilleur journaliste Web de Côte d'Ivoire.